# المدلوك (الصومعة)

تعديل مصدري - تعديل

المدلوك هي إحدى قرى عزلة ال عبيد بمديرية الصومعة التابعة لمحافظة البيضاء، بلغ تعداد سكانها 308 نسمة حسب تعداد اليمن لعام 2004.